# Kaple svatého Jana Nepomuckého (Karlov)
Kaple svatého Jana Nepomuckého se nachází na katastrálním území Karlov u Bohušova v obci Bohušov v okrese Bruntál. Byla 24. dubna 2010 Ministerstvem kultury České republiky prohlášena za kulturní  památku Česka a je vedená pod číslem 103913.

## Popis
Historizující kaple byla postavena na přelomu 19. a 20. století v mírném svahu uprostřed obce. Je zděná z cihel na podezdívce z lomového kamene na půdorysu obdélníku s trojúhelníkovým závěrem. Střecha je sedlová v závěru zvalbená, krytá břidlicí, na hřebeni je sanktusník s měděnou jehlancovou stříškou. Fasáda je hladká omítaná s profilovanou hlavní římsou. Vstupní štítová strana má trojúhelníkový mírně vpadlý štít s oknem. V ose je vchod do kaple se zalomeným záklenkem. Po pravé straně je mramorová pamětní deska z roku 1922 se jmény padlých v první světové válce.